# ヒドロキシルラジカル
ヒドロキシルラジカル (hydroxyl radical) はヒドロキシ基（水酸基）に対応するラジカルである。•OH と表される。

## 概要
いわゆる活性酸素と呼ばれる分子種のなかでは最も反応性が高く、最も酸化力が強い。糖質やタンパク質や脂質などあらゆる物質と反応する。しかしその反応性の高さゆえ、通常の環境下では長時間存在することはできず、生成後は速やかに消滅する。
過酸化水素への紫外線の照射や、酸性条件で過酸化水素と2価の鉄化合物を触媒的に反応させる方法（フェントン反応）によって生成される。

### 生体への影響
ミトコンドリア内部や細胞内において、フェントン反応により生成するヒドロキシルラジカルは、ミトコンドリア機能障害、細胞障害を誘発し、癌、パーキンソン病、認知症などの難病の原因物質として知られる。

## 製品への応用
OHラジカルは「イオン式空気清浄機」に応用され、シャープ「プラズマクラスター」、パナソニック「ナノイー」「ナノイーX」、ダイキン工業「ストリーマ」などの商標で製品化されており、それらの各社が空気中の除菌など有害物質除去に有効であると主張している。また、その効果が一部認められたとする検証動画もある。
これに対し『日経クロステック』は2012年、「OHラジカルには効果がなく、同時に発生するオゾンによる効果である」という主張を掲載した。
また東京都は2015年に商品テストを実施し、消費生活総合サイト「東京くらしWEB」にテストの結果を掲載し、その中で「性能について消費者に過度な期待を持たせるような広告表示をしていたり、オゾン発生濃度が過剰で安全性に問題のある商品がある」「機種によってはオゾンが過剰に発生し、喉などの粘膜に刺激を与えるものがある」と指摘した。

## •OH捕捉剤
生体にてヒドロキシルラジカルを捕捉する抗酸化物質の一覧。
- 水素[15]
- β-カロテン、α-カロテン
- ビタミンE
- 尿酸
- リノール酸
- システイン
- フラボノイド
- グルタチオン